# Corrado Bafile
Corrado Bafile (L'Aquila, Italia, 4 de julio de 1903-Roma, 3 de febrero de 2005), fue cardenal, prefecto emérito de la Congregación para las Causas de los Santos.
Comenzó sus estudios académicos en Múnich donde estudió química. Más tarde volvió al estudio del derecho y logró un doctorado de la Universidad de Roma en 1926. Practicó el Derecho en Roma durante 6 años antes de dedicarse a proseguir sus estudios como alumno externo en la Universidad Pontificia Gregoriana. Ingresó en el Seminario Romano Mayor. Fue ordenado sacerdote el 11 de abril de 1936.
Después de su ordenación, ingresó en la Pontificia Academia Eclesiástica y alcanzó el doctorado en Derecho Canónico por la Pontificia Universidad Lateranense. Entonces comenzó un largo período de servicio en la Secretaría de Estado de la Santa Sede. Al mismo tiempo se dedicó a la labor pastoral como capellán de la comunidad de los Abruzos residentes en Roma y como Capellán Nacional de la Legión de María en Italia.
El 13 de febrero de 1960 fue nombrado arzobispo titular de Antioquía de Pisidia y nuncio apostólico en Alemania. Fue consagrado obispo el 19 de marzo de 1960 por Juan XXIII en la Capilla Sixtina.
En abril del mismo año presentó sus credenciales al Presidente de la República Federal. Así comenzó su misión de 15 años como representante pontificio en Alemania. Durante ese período se llevó a feliz término un concordato y 11 acuerdos entre la Santa Sede y los diversos Estados federados (länder) de la República.
El 18 de julio de 1975 fue nombrado Pro-prefecto de la Sagrada Congregación para las Causas de los Santos.
El 25 de mayo de 1976 fue nombrado Prefecto de la Congregación para las Causas de los Santos.
Fue creado y proclamado Cardenal por Pablo VI en el consistorio del 24 de mayo de 1976 con el título de Santa María en Pórtico, diaconía elevada pro illa vice a título presbiteral.
Fue prefecto emérito de la Congregación para las Causas de los Santos desde el 27 de junio de 1980.
El cardenal Bafile falleció el 3 de febrero de 2005 con 101 años. Su funeral fue presidido por el entonces cardenal Ratzinger. Fue enterrado temporalmente en el panteón familiar en L'Aquila, pero luego será trasladado a la iglesia parroquial de Santa Maria Paganica, donde fue bautizado, y la cual sufrió serios daños por el terremoto de 2009.